# Día de la Longaniza
El Día de la Longaniza es una fiesta celebrada en el municipio de Graus, en la provincia de Huesca, norte de España, en torno a la longaniza de Graus, un reconocido producto local. Se celebra el último sábado de cada julio y en 2013 fue declarada Fiesta de Interés Turístico por el Gobierno de Aragón. En julio de 2026 se celebrará la xxxv (trigésimo quinta) edición.
La fiesta de la Longaniza, por primera vez celebrada en 1991, consiste en la elaboración en vivo de una longaniza de aproximadamente medio kilómetro de largo, para acto seguido asarla entera y al aire libre en una parrilla gigante (25 m²) que debe ser volteada por una grúa. La parrilla se sitúa en la calle principal de la villa, la Calle Barranco, y la brasa se realiza con carbón vegetal de Castigaleu. Se reparten alrededor de 8 mil raciones gratuitas de longaniza con pan. Además se organiza un mercado de artesanías, muestras gastronómicas, música en vivo y baile (‘Longaniza Fest’).
La fiesta es organizada por la Asociación de Fabricantes de Longaniza, que conforman las tres casas carniceras de Graus (Aventín, Maella y Melsa), así como por el Ayuntamiento de Graus, Consejo Comarcal de Ribagorza y la Asociación Mujeres de Santa Águeda.

## Historia
En 1996, se elaboró la longaniza más larga del mundo, un embutido que midió exactamente 505,47 metros y 339 kg de peso. Para su elaboración, se usaron tripas provenientes de 165 cerdos. Este logro fue certificado por el Libro Guiness de los récords.
En 1997, se diseñó una parrilla gigante, fabricada por Ángel Sin, para asar a la brasa la longaniza completa, sin necesidad de trocearla previamente.
En 2011, se recupera la figura del «tastador» de la Longaniza, persona encargada de catar el producto. Tras la matanza del cerdo, era típico en el Pirineo aragonés elaborar el mondongo. Quien probara la carne para revisar que la condimentación estuviese en su punto correcto, bien sea un familiar o un conocido, era denominado «tastador». Cada año el tastador es alguien diferente, y es nombrado en el Ayuntamiento justo antes de iniciar la cocción de la longaniza. Se le obsequina con la Parrilla de Longaniza (una escultura del artista Fermín Bedoya) y se le ofrece el primer bocado del producto.
2020 fue el único año en el que no se celebró la Fiesta de la Longaniza, debido a la pandemia por coronavirus.

## Galería

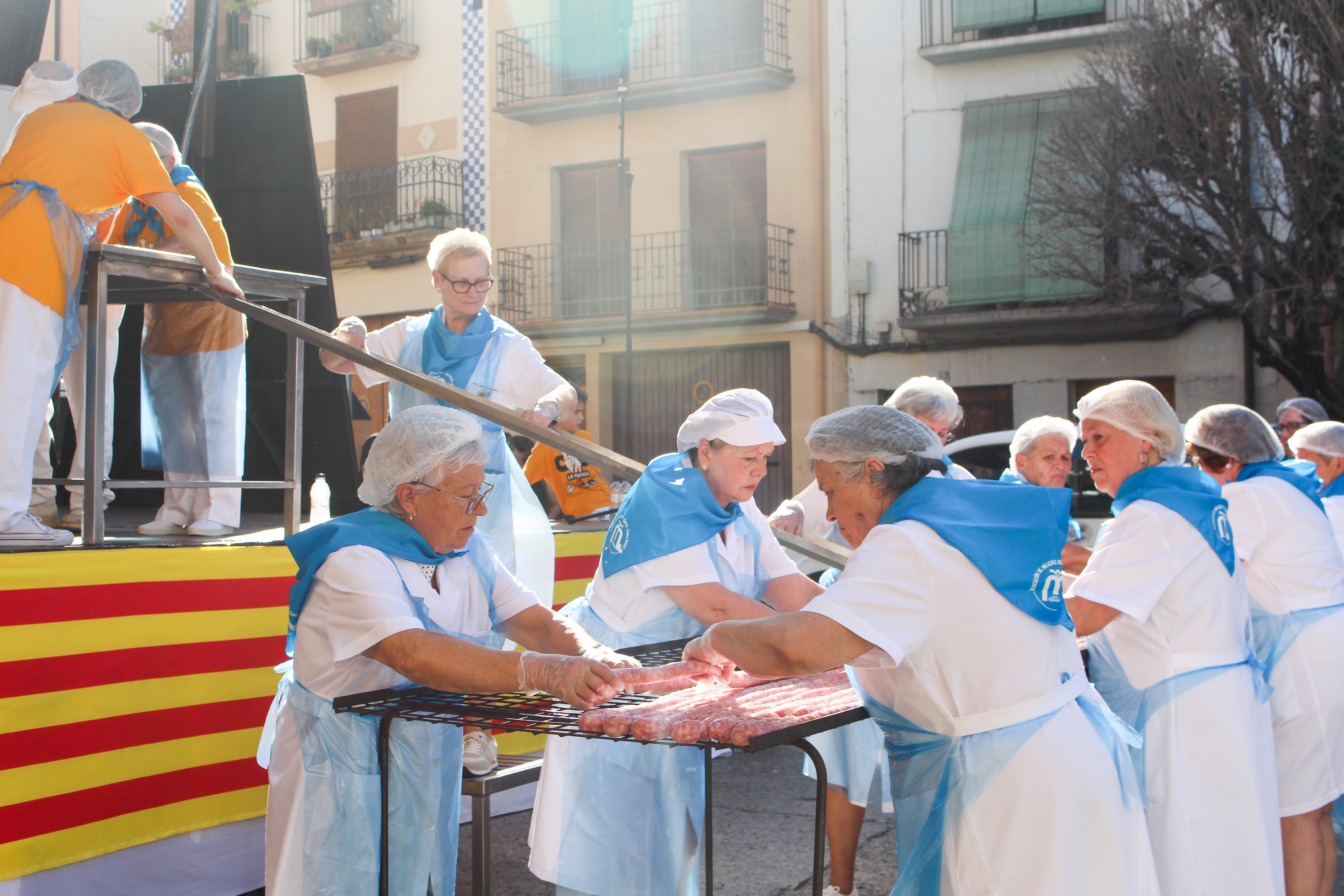
Mujeres de Santa Águeda preparando la parrilla de longaniza.
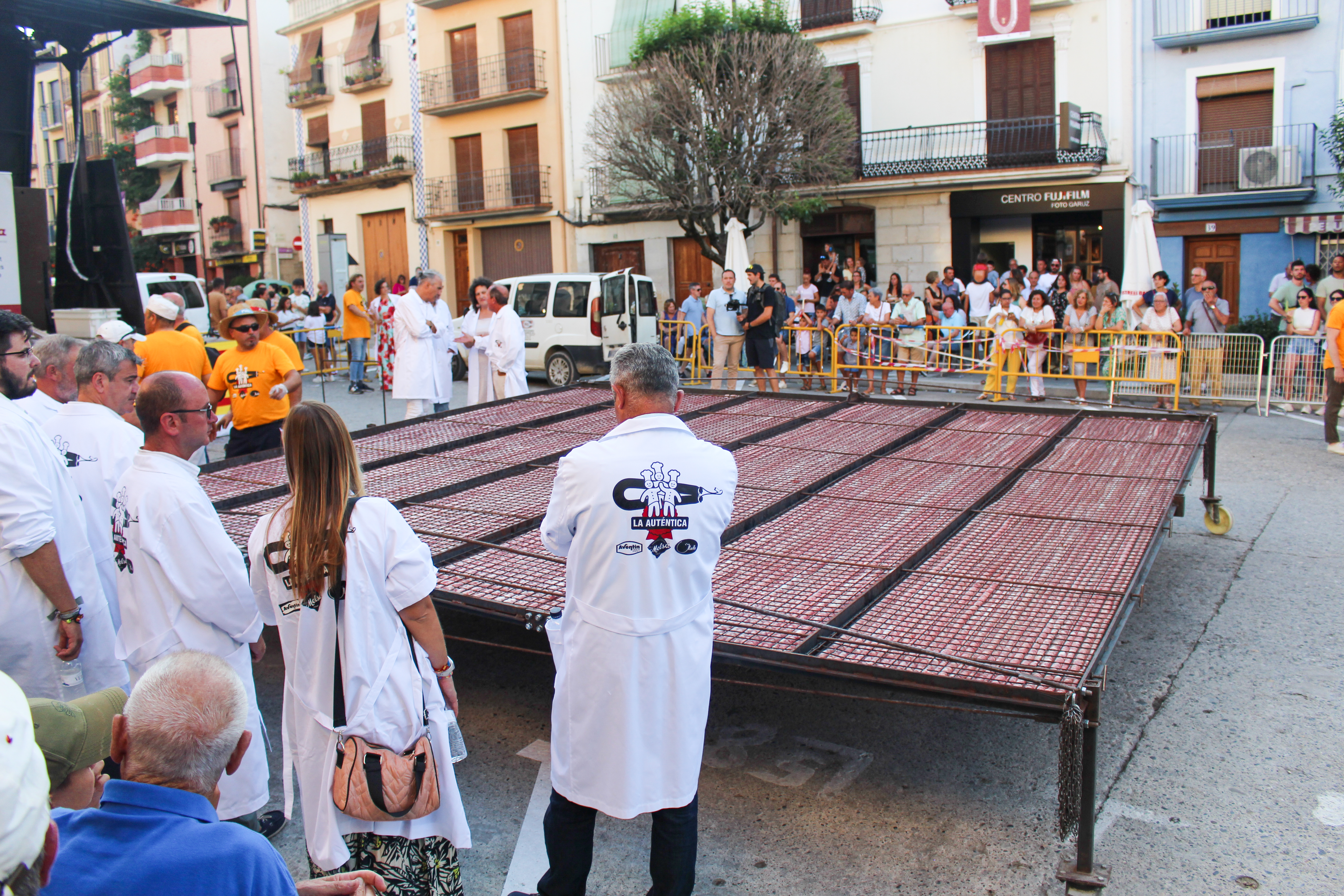
Instituciones públicas (alcalde, concejales, etc.) presentan la parrilla.
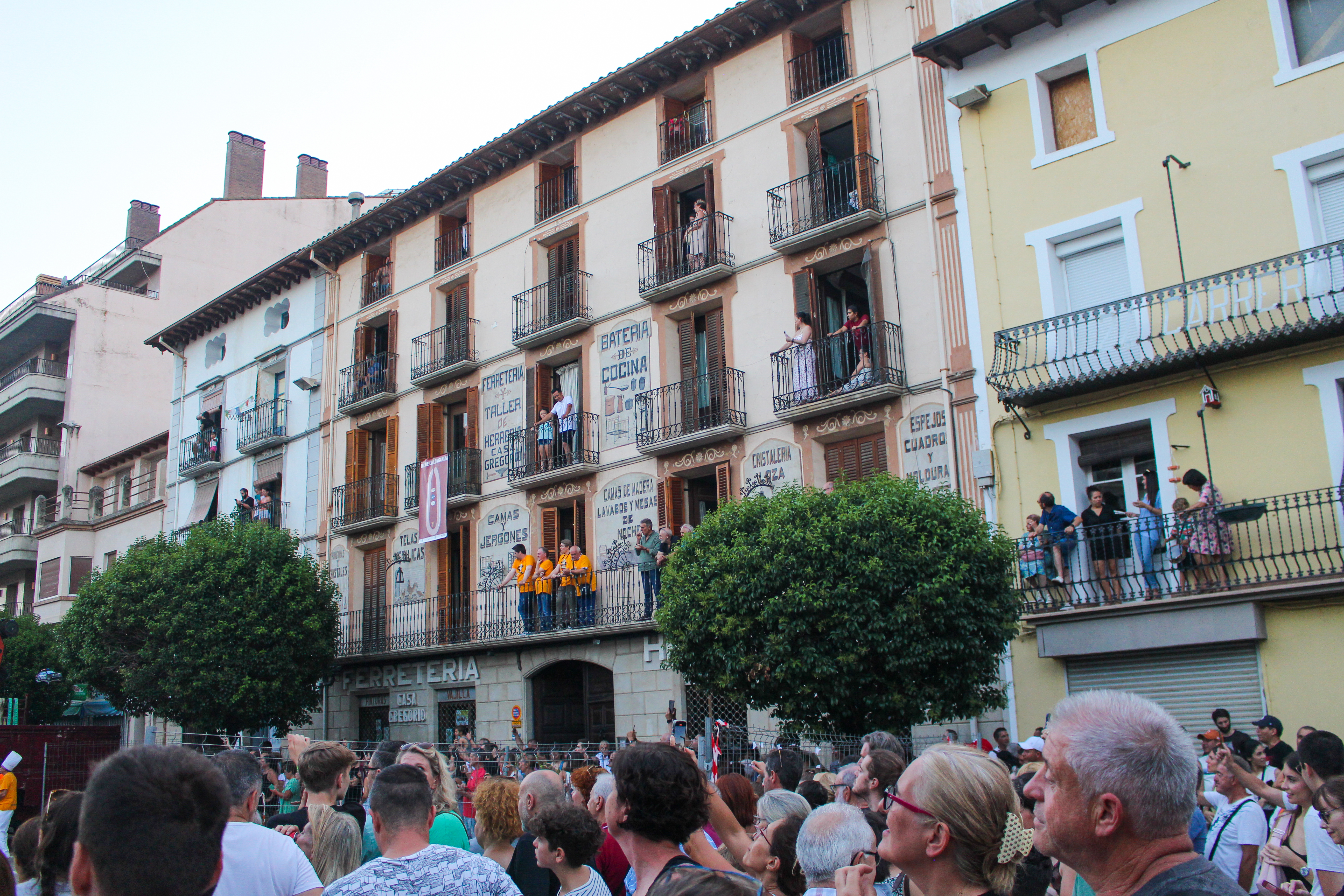
Vecinos en Calle Barranco.
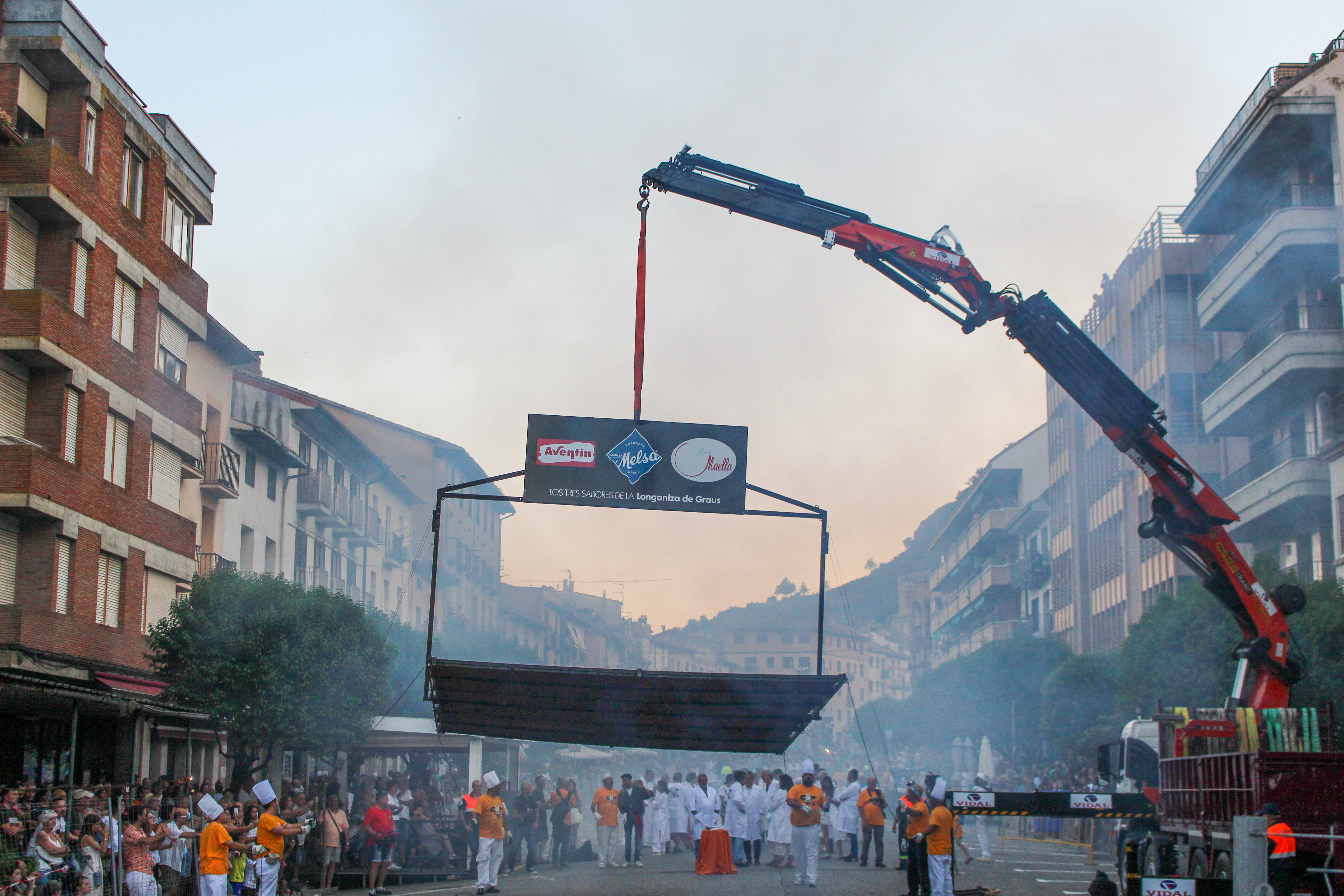
Asado de la longaniza.
- Volteado de la parrilla (vídeo).
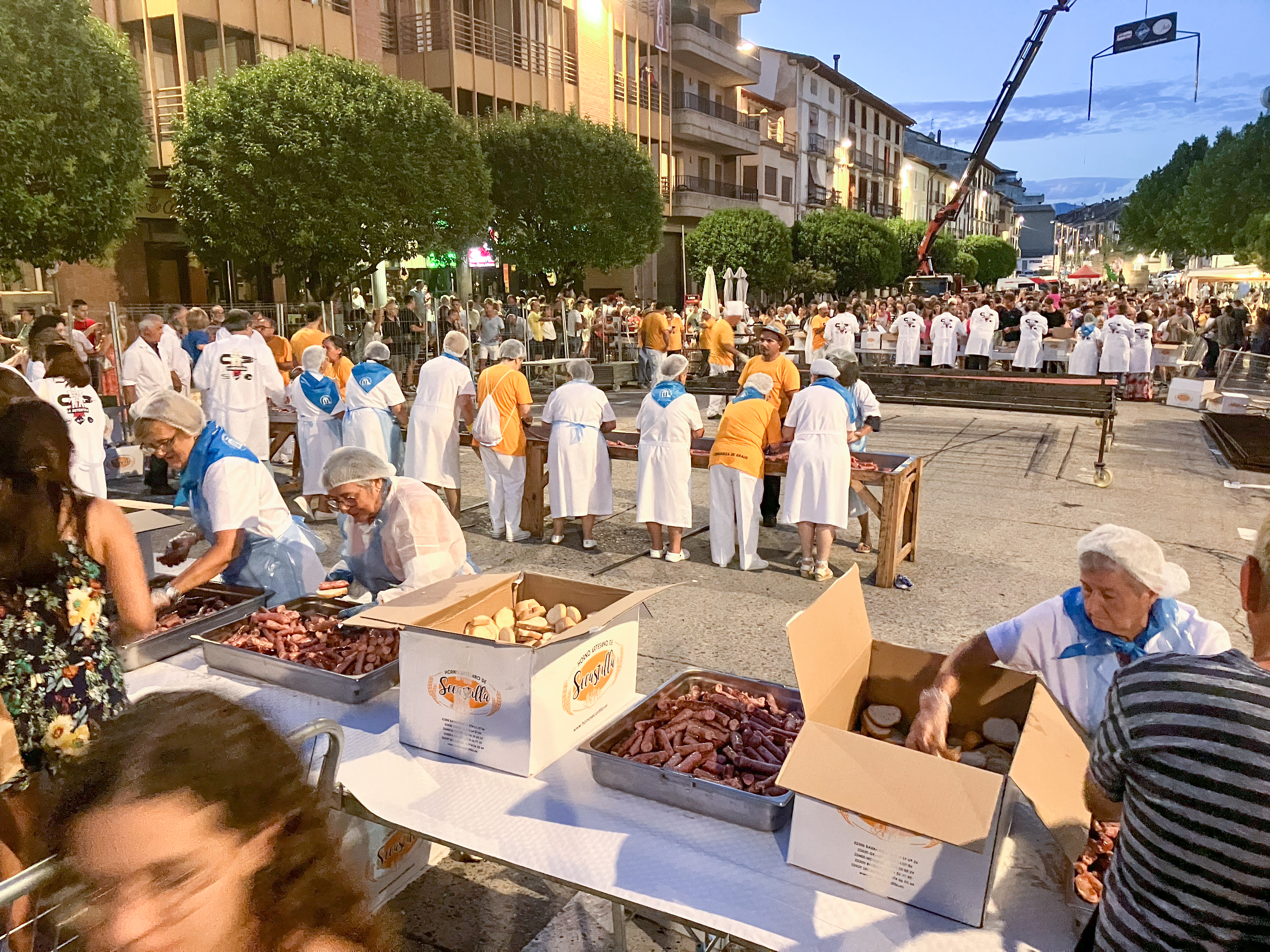
Repartiendo la longaniza.